# Герои Социалистического Труда Восточно-Казахстанской области
В настоящий список включены:

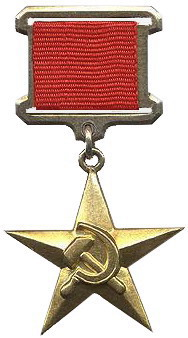
Золотая медаль «Серп и Молот»

- Герои Социалистического Труда, на момент присвоения звания проживавшие на территории современной Восточно-Казахстанской области, — 82 человека;
- уроженцы Восточно-Казахстанской области, удостоенные звания Героя Социалистического Труда в других регионах СССР, — 17 человек;
- Герои Социалистического Труда, прибывшие на постоянное проживание в Восточно-Казахстанскую область, — 1 человек.

Вторая и третья части списка могут быть неполными из-за отсутствия данных о месте рождения и проживания ряда Героев.
В таблицах отображены фамилия, имя и отчество Героев, должность и место работы на момент присвоения звания, дата Указа Президиума Верховного Совета СССР, отрасль народного хозяйства, место рождения/проживания, а также ссылка на биографическую статью на сайте «Герои страны». Формат таблиц предусматривает возможность сортировки по указанным параметрам путём нажатия на стрелку в нужной графе.

## История
Первыми на территории современной Восточно-Казахстанской области звания Героя Социалистического Труда были удостоены И. П. Егорин, М. И. Захаров и Е. Н. Ярох, которым высшая степень отличия была присвоена Указом Президиума Верховного Совета СССР от 28 марта 1948 года за получение высоких урожаев пшеницы и ржи в 1947 году.
Большинство Героев Социалистического Труда в Восточно-Казахстанской области приходится на работников сельского хозяйства — 44 человека; металлургия — 23; строительство — 4; лесная промышленность, энергетика, госуправление — по 2; атомная, электротехническая, пищевая промышленность, геология, образование — по 1.

## Уроженцы Восточно-Казахстанской области, удостоенные звания Героя Социалистического Труда в других регионах СССР
| №  | Фамилия, имя, отчество           | Даты жизни              | Деятельность | Дата присвоения | Отрасль        | Место рождения          | ГС        |
| -- | -------------------------------- | ----------------------- | --- | --------------- | -------------- | ----------------------- | --------- |
| 1  | Акулов Пётр Филимонович          | 1913 — 09.1974          | Бригадир проходчиков шахты № 33/34 комбината «Карагандауголь» Министерства угольной промышленности восточных районов СССР, Карагандинская область                                                                  | 28.08.1948      | углепром       | Усть-Каменогорск        | [ ГС 1 ]  |
| 2  | Гупалов Виктор Кириллович        | 20.02.1936 — 11.05.2020 | Генеральный директор государственного предприятия «Красмашзавод» Министерства общего машиностроения СССР, гор. Красноярск                                                                                          | 14.06.1982      | машиностроение | Курчумский район        | [ ГС 2 ]  |
| 3  | Дорошенко Наталья Егоровна       | 24.07.1927 — 08.01.1995 | Звеньевая свеклосовхоза имени Фрунзе Министерства пищевой промышленности СССР, Кантский район Киргизской ССР | 08.05.1948      | пищепром       | Шемонаихинский район    | [ ГС 3 ]  |
| 4  | Есентаев Нурмухамед              | 1909 — 23.08.1975       | Управляющий отделением имени Дзержинского хлопкосовхоза «Пахта-Арал» Ильичёвского района Южно-Казахстанской области                                                                                                | 08.06.1957      | сельхоз        | Зайсанский район        | [ ГС 4 ]  |
| 5  | Иванов Анатолий Степанович       | 05.05.1928 — 31.05.1999 | Писатель, главный редактор журнала «Молодая гвардия», гор. Москва | 16.11.1984      | культура       | Шемонаихинский район    | [ ГС 5 ]  |
| 6  | Иванов Григорий Фёдорович        | 26.12.1910 — 16.06.1979 | Директор совхоза «Боевой» Исилькульского района Омской области | 08.04.1971      | сельхоз        | Шемонаихинский район    | [ ГС 6 ]  |
| 7  | Карболин Михаил Дмитриевич       | 1925 — ????             | Начальник лётно-испытательной станции Ташкентского авиационного производственного объединения имени В. П. Чкалова Министерства авиационной промышленности СССР                                                     | 03.04.1975      | машиностроение | Усть-Каменогорск        | [ ГС 7 ]  |
| 8  | Кирпиченко Татьяна Ивановна      | 10.10.1927 — 19.01.2016 | Звеньевая колхоза имени Кирова Павлодарского района Павлодарской области | 28.03.1948      | сельхоз        | Шемонаихинский район    | [ ГС 8 ]  |
| 9  | Коцубеева Аксинья Филипповна     | 1909 — ????             | Звеньевая колхоза «Коллективный труд» Саркандского района Талды-Курганской области | 28.03.1948      | сельхоз        | Шемонаихинский район    | [ ГС 9 ]  |
| 10 | Леунов Иван Иванович             | 11.11.1928 — 30.10.2014 | Директор совхоза «Бердский» Искитимского района Новосибирской области | 13.03.1981      | сельхоз        | Глубоковский район      | [ ГС 10 ] |
| 11 | Лысенко Алексей Аврамович        | 22.02.1929 — 10.01.2004 | Бригадир экскаваторщиков участка механизированных работ управления строительства «Нурекгэсстрой» Министерства энергетики и электрификации СССР, Таджикская ССР                                                     | 11.04.1980      | энергетика     | Уланский район          | [ ГС 11 ] |
| 12 | Марченко Алексей Пахомович       | 20.10.1938 — 28.11.2017 | Фрезеровщик завода бумагоделательных машин производственного объединения бумагоделательного машиностроения Министерства нефтеперерабатывающего и нефтехимического машиностроения СССР, гор. Ижевск Удмуртской АССР | 10.06.1986      | нефтехиммаш    | Уланский район          | [ ГС 12 ] |
| 13 | Муканов Александр Шарифович      | 20.09.1927 — 07.03.2007 | Комбайнёр совхоза «Кривовский» Марксовского района Саратовской области | 20.11.1958      | сельхоз        |                         | [ ГС 13 ] |
| 14 | Назаров Василий Васильевич       | 20.10.1924 — 20.09.1975 | Токарь Омского судоремонтного завода Министерства речного флота РСФСР | 04.05.1971      | транспорт      | Курчумский район        | [ ГС 14 ] |
| 15 | Никонов Валентин Иванович        | 18.12.1923 — 02.11.2006 | Первый секретарь Омского райкома КПСС, Омская область | 11.12.1973      | госуправление  | Шемонаихинский район    | [ ГС 15 ] |
| 16 | Сотников Вениамин Константинович | 02.09.1929 — 26.02.1994 | Генеральный директор производственного объединения «Уралвагонзавод» Министерства оборонной промышленности СССР, Свердловская область                                                                               | 03.03.1986      | оборонпром     | Катон-Карагайский район | [ ГС 16 ] |
| 17 | Эттенко Алексей Михайлович       | 20.03.1937 — 18.05.2021 | Комбайнёр совхоза имени 50-летия СССР Советского района Северо-Казахстанской области | 10.12.1973      | сельхоз        | Риддер                  | [ ГС 17 ] |

## Герои Социалистического Труда, прибывшие в Восточно-Казахстанскую область на постоянное проживание из других регионов
| № | Фамилия, имя, отчество  | Даты жизни              | Деятельность | Дата присвоения | Отрасль       | Место проживания | ГС       |
| - | ----------------------- | ----------------------- | --- | --------------- | ------------- | ---------------- | -------- |
| 1 | Бабенцев Илья Семёнович | 01.08.1902 — 24.07.1984 | Секретарь районного комитета Компартии (большевиков) Казахстана района имени 28 Гвардейцев Талды-Курганской области | 28.03.1948      | госуправление | Усть-Каменогорск | [ ГС 1 ] |